# Soderstromia mexicana
Soderstromia mexicana är en gräsart som först beskrevs av Frank Lamson Scribner, och fick sitt nu gällande namn av Conrad Vernon Morton. Soderstromia mexicana ingår i släktet Soderstromia och familjen gräs. Inga underarter finns listade i Catalogue of Life.